# 高澤弘
高澤弘，直隶静海縣人，清朝政治人物，同进士出身。
康熙五十一年（1712年）壬辰科进士，授江南永定縣知縣。